# Confronto indo-paquistanês de 2001–2002
O confronto entre a Índia e o Paquistão de 2001-2002 foi um impasse militar entre a Índia e o Paquistão, que resultou na aglomeração de tropas de ambos os lados da fronteira internacional e ao longo da Linha de Controle (LOC), na região da Caxemira. Este foi o segundo grande impasse militar entre a Índia e o Paquistão na sequência da detonação bem sucedida de dispositivos nucleares dos dois países, em 1998, e o mais recente impasse entre os dois rivais nucleares. O outro tinha sido a Guerra de Kargil em 1999.
A mobilização militar foi iniciada pela Índia respondendo aos atentados terroristas ao parlamento indiano em 13 de dezembro de 2001 (durante o qual doze pessoas, incluindo os cinco homens que atacaram o edifício, foram mortos) e a Assembléia Legislativa em 1 de outubro de 2001. A Índia afirmou que os ataques foram realizados por dois grupos terroristas sediados no Paquistão que lutam na Caxemira administrada pelos indianos, o Lashkar-e-Taiba e o Jaish-e-Mohammed, ambos os quais a Índia alega serem apoiados pelo ISI paquistanês  - uma acusação que o Paquistão nega. 
Na imprensa ocidental, a cobertura do impasse focou na possibilidade de uma guerra nuclear entre os dois países e as implicações do conflito potencial sobre a "Guerra Global ao Terrorismo" liderada pelos Estados Unidos no vizinho Afeganistão. As tensões reduziram após a mediação diplomática internacional que resultou na retirada em outubro de 2002 das tropas indianas e paquistanesas  da fronteira internacional.